# Distretto di Qarabalyq
Il distretto di Qarabalyq (in kazako: Қарабалық ауданы) è un distretto (audan) del Kazakistan con  capoluogo Qarabalyq.